# Chapelle Sainte-Bernadette de Paris
Pour les articles homonymes, voir chapelle Sainte-Bernadette.
La chapelle Sainte-Bernadette est une chapelle catholique située 4 rue d'Auteuil dans le 16e arrondissement de Paris.
Elle est desservie par la station de métro Église d'Auteuil sur la ligne 10 du métro de Paris.

## Histoire

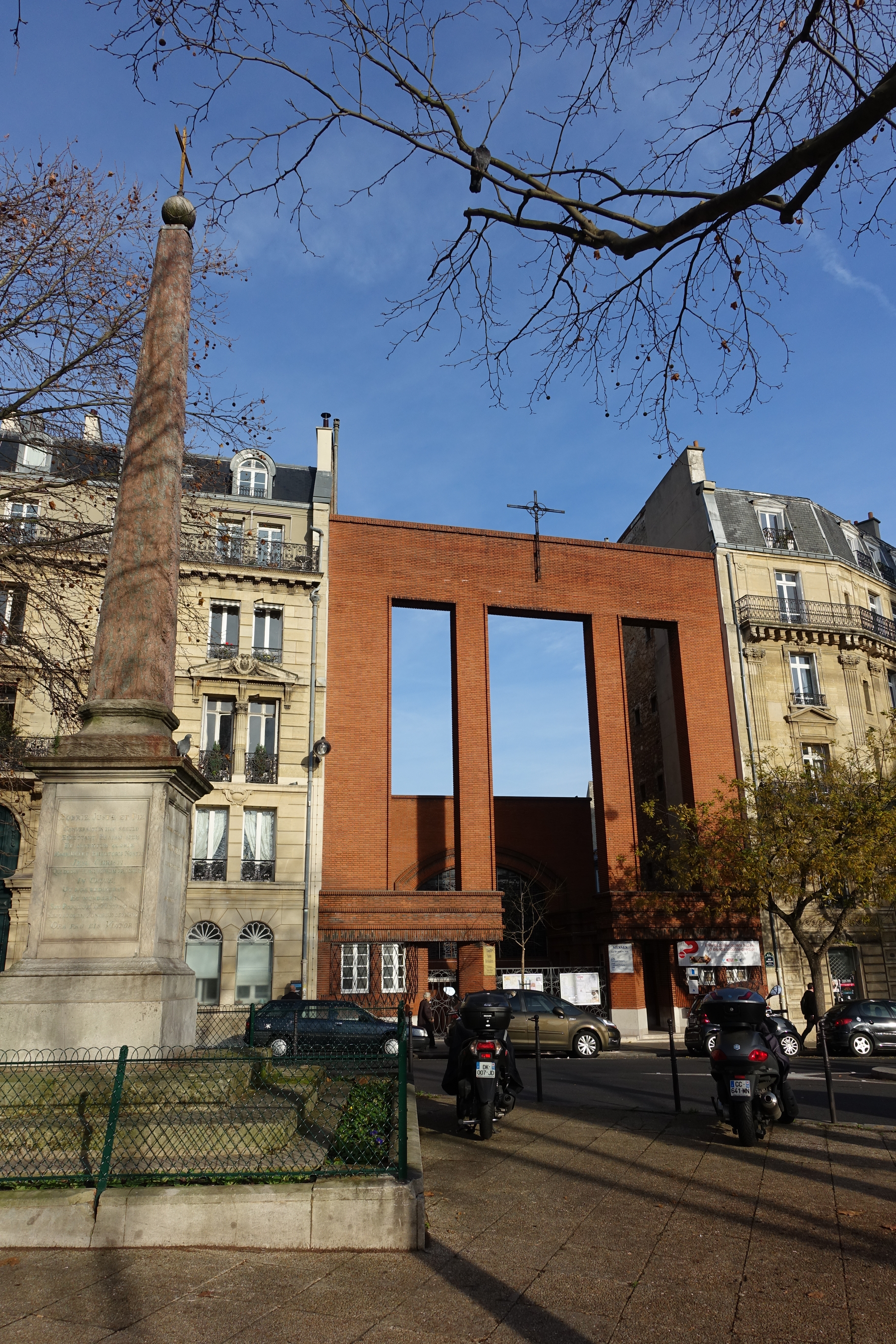
Situation de la chapelle depuis la place Théodore-Rivière.

À cet emplacement se trouvait la maison du « médecin des pauvres » Pierre Chardon. Son fils Pierre-Alfred y naît en 1807. Fortune faite, avec sa femme Amélie Lagache, ce dernier ouvrit dans le voisinage une maison de retraite. Son adresse est l'actuel 1 rue Chardon-Lagache, voie qui porte leur nom en hommage ; c'est l'actuel hôpital Chardon-Lagache,.
L'architecte de la chapelle est Paul Hulot (1876-1959). La première pierre est posée en 1936 et la chapelle est consacrée en novembre 1937. Elle comporte une façade en brique de Bourgogne, l'armature étant en ciment. Même s'il s'agit d'une chapelle, elle est de la taille d'une église,.
La nef ressemble à une coque de bateau renversée, où dominent comme couleurs le blanc des murs et l'ocre des briques, lesquelles couvrent les arcades centrales et celles permettant d'accéder aux bas côtés.
Au fond du chœur est installée une fresque mêlée à de la mosaïque. Réalisée par Mauméjean, elle figure l'apparition de Notre-Dame de Lourdes à Bernadette Soubirous. La Vierge est en relief et un éclairage électrique peut allumer les étoiles de son auréole.
Presque tous les vitraux, des cabochons de verre colorés et des dalles de verre, sont aussi l'œuvre de Mauméjean. Leur fabrication repose sur une technique économique élaborée en 1929 qui fut beaucoup utilisée durant les années 1930. Le verrier Jacques Le Chevallier a pour sa part réalisé en 1952 un grand vitrail (verrière) représentant l'Assomption de la Vierge, entourée de litanies en latin, où la couleur bleu prédomine,.
On accède à la chapelle, en retrait de la voirie, après avoir descendu un escalier. En 1953, l'architecte Raymond Busse fait précéder l'édifice par une nouvelle construction, une façade-clocher alignée sur les immeubles voisins de la rue d'Auteuil.
La chapelle appartient à la paroisse Notre-Dame-d'Auteuil ; elle est d'ailleurs à proximité immédiate de son église, de l'autre côté de la place de l'Église-d'Auteuil qu'elle borde. Située dans le sud du 16e arrondissement, elle est principalement fréquentée par les communautés portugaise et philippine.